# Schaltmuffe

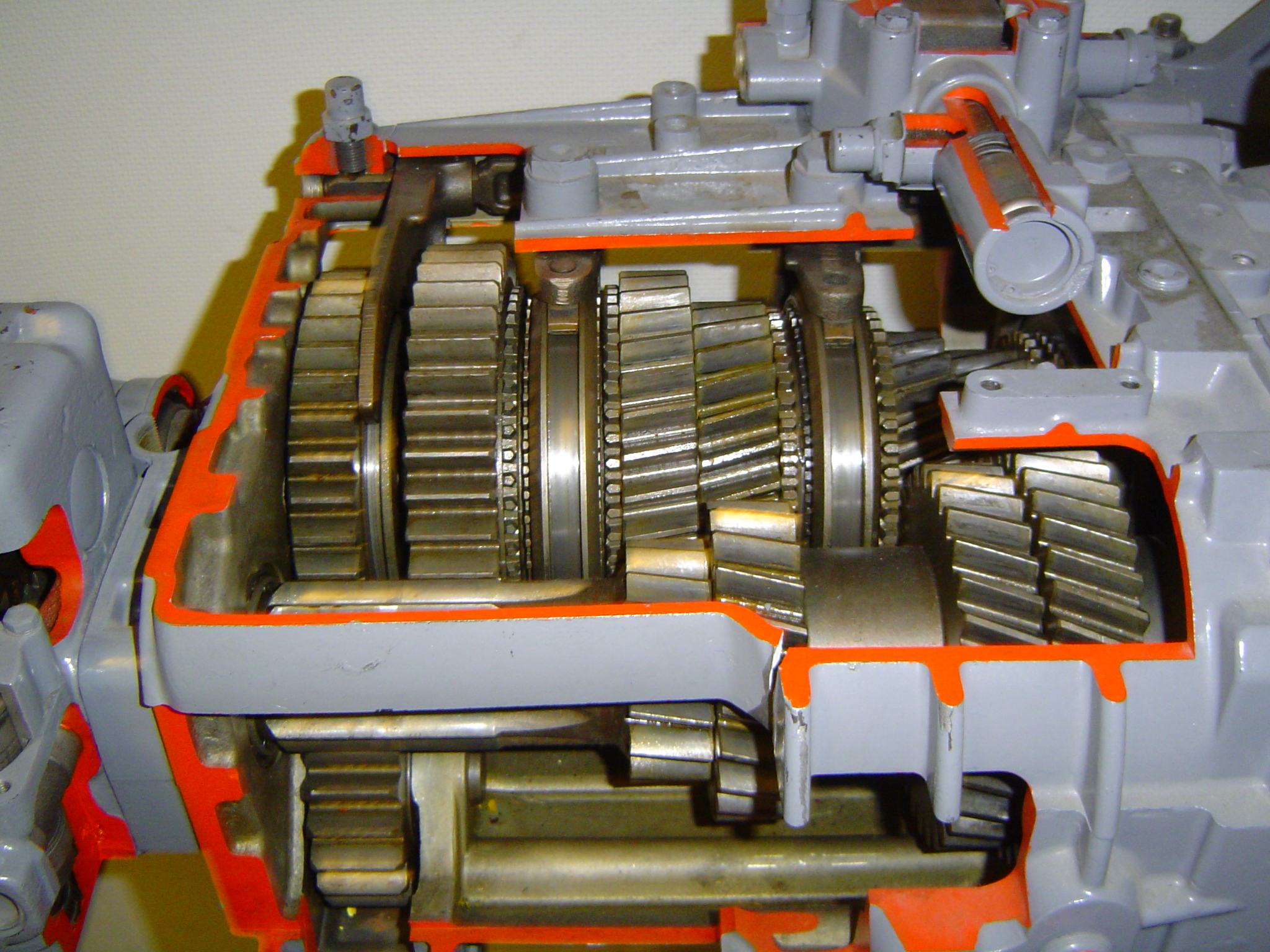
Getriebe mit Schaltmuffen

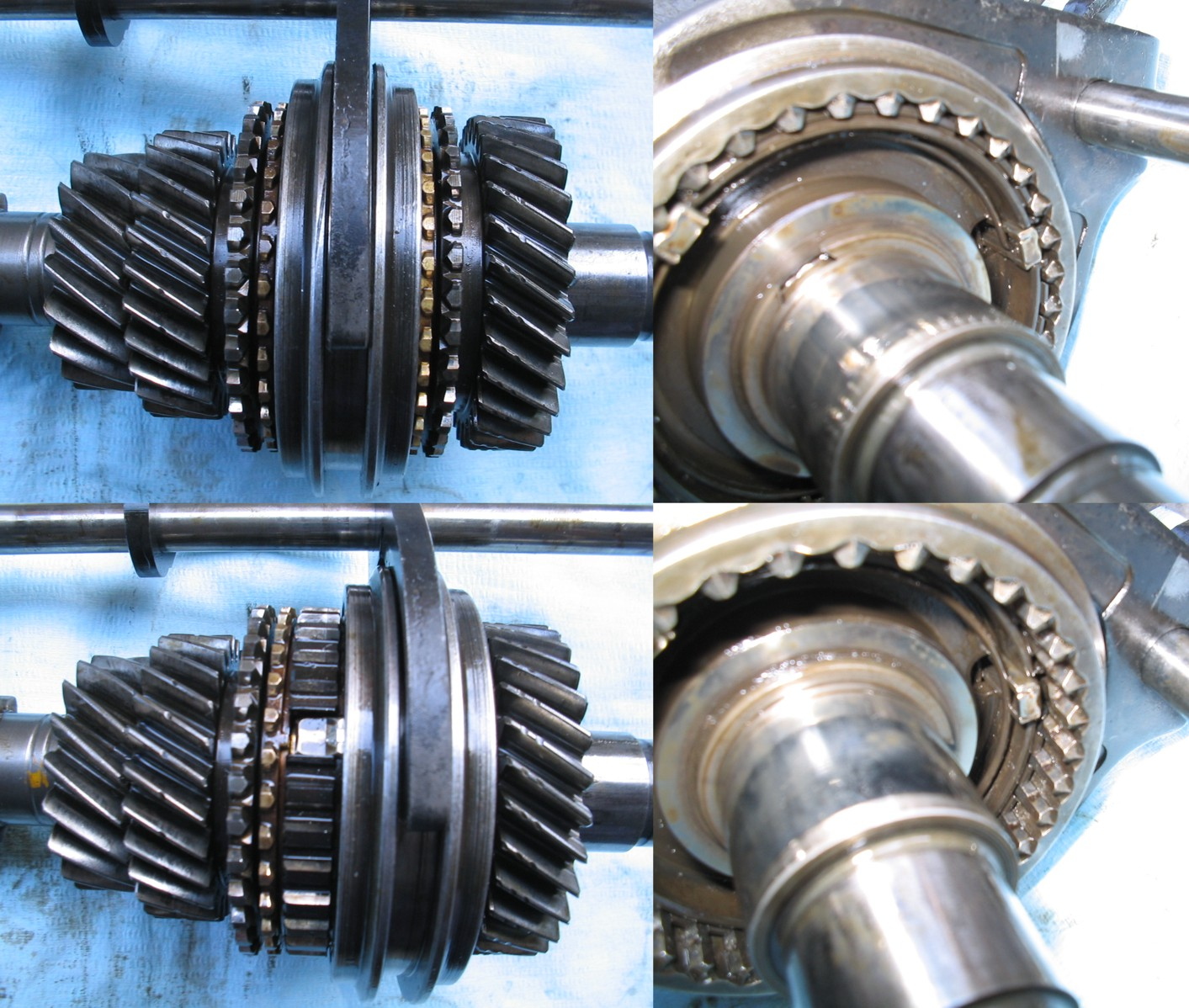
Getriebe mit Schaltmuffen

Eine Schaltmuffe ist ein innenverzahnter Metallring zur Kraftübertragung in Schaltmuffengetrieben.

## Beschreibung
Mit einer  Schaltmuffe wird der den Gang im Getriebe durch formschlüssige Verbindung zwischen dem auf der Welle befestigten Rad und dem jeweiligen Zahnrad herstellt.  Über den Schalthebel und das Schaltgestänge wird die Gabel betätigt, diese nimmt die Schaltmuffe mit und legt den Gang ein. Die Synchronringe unterstützen den Schaltvorgang und bringen die Schaltmuffen auf passende Drehzahlen. Das Klauengetriebe hat weniger und dafür stärker ausgebildete Verbindungsstücke (Klauen), die nicht mit den feineren Schaltmuffen zu verwechseln sind.
Bei Automobilen wird über den Schalthebel im Innenraum eines Fahrzeuges das Schaltgestänge betätigt, und dieses verschiebt dann die Schaltgabel im Inneren des Getriebes. Die Muffe wird von der Gabel axial mitgenommen, wodurch der Synchronring über einen Konus die Drehzahl des jeweiligen Zahnrades durch Reibung an die der Welle anpasst. Sobald die Drehzahlen übereinstimmen, rutscht die Schaltmuffe beinahe kraftlos über das Zahnrad, stellt so die Verbindung zwischen An- und Abtriebswelle her, und der Kraftfluss ist gewährleistet.
Ein 5-Gang-Getriebe hat in der Regel drei Schaltmuffen, wobei eine immer für zwei Gänge (Gang 1 und 2, Gang 3 und 4, Gang 5 und Rückwärts) zuständig ist. Wird diese aus der Mittelstellung in die eine Richtung bewegt, wird der Kraftfluss für einen Gang, z. B. Gang 1, geschlossen und in die andere Richtung dann Gang 2.
Es befindet sich immer nur ein Zahnradpaar im Kraftfluss, die restlichen laufen kraftlos mit.